# A4 (Немачка)
|
|
|
|
|
|
|
|
|
|

А4 Немачка је ауто-пут у СР Немачкој.
- Поглед на Келн
- Излаз Јена-Гошвиц
- А4 између Ерфурта и Готе